# Kwasiłów
Kwasiłów (ukr. Квасилів; czes. Kvasilov) – osiedle typu miejskiego w rejonie rówieńskim obwodu rówieńskiego, nad rzeką Uście, założone w 1868 r. W II Rzeczypospolitej miejscowość należała do gminy wiejskiej Równe w powiecie rówieńskim województwa wołyńskiego.
Znajduje to się przystanek kolejowy Kwasiłów leżący na linii Zdołbunów – Kowel.

## Osadnictwo czeskie
Kwasiłów był jednym z głównych centrów osadnictwa czeskiego w guberni wołyńskiej. W dwudziestoleciu międzywojennym działał tu konsulat czechosłowacki, który swą jurysdykcją obejmował powiat łucki.